# Llista de carreteres d'Andorra
La Xarxa de Carreteres d'Andorra es compon de les carreteres que es troben al Principat d'Andorra, que comprèn sis carreteres principals (Carretera General, CG-) i una trentena de carreteres secundàries (Carretera Secundaria, CS-). Situades al massís muntanyenc dels Pirineus, molts quilòmetres d'aquestes carreteres i camins contenen revolts molt tancats d'alta perillositat. Les Carreteres Generals (CG-) depenen del Govern d'Andorra —concretament se n'ocupa el Ministeri d'Ordenament Territorial— i les Carreteres Secundàries (CS-) repartides entre les diverses parròquies andorranes depenen dels Comuns.

## Senyalització
Tota la senyalització del Principat d'Andorra va a càrrec del Govern d'Andorra. La senyalització a tot el país és única i exclusivament en català, què és l'única llengua oficial al Principat, segons la seua constitució.
A diferencia d'altres estats el Principat d'Andorra no diferencia entre una carretera d'un carril (Nacional) o una carretera de dos o més carrils (Autovia o Autopista), com si què és fa per exemple a Catalunya o França. En comptes de fer aquesta diferenciació, tracen un mapa principal de carreteres que anomenen Carretera General i un mapa secundari de carreteres, afluents de les primeres, anomenades Carretera Secundària.
També hi han les Carreteres Menors o Locals què són bàsicament carreteres de muntanya o sense asfaltar o be són carreteres locals de pocs metres.

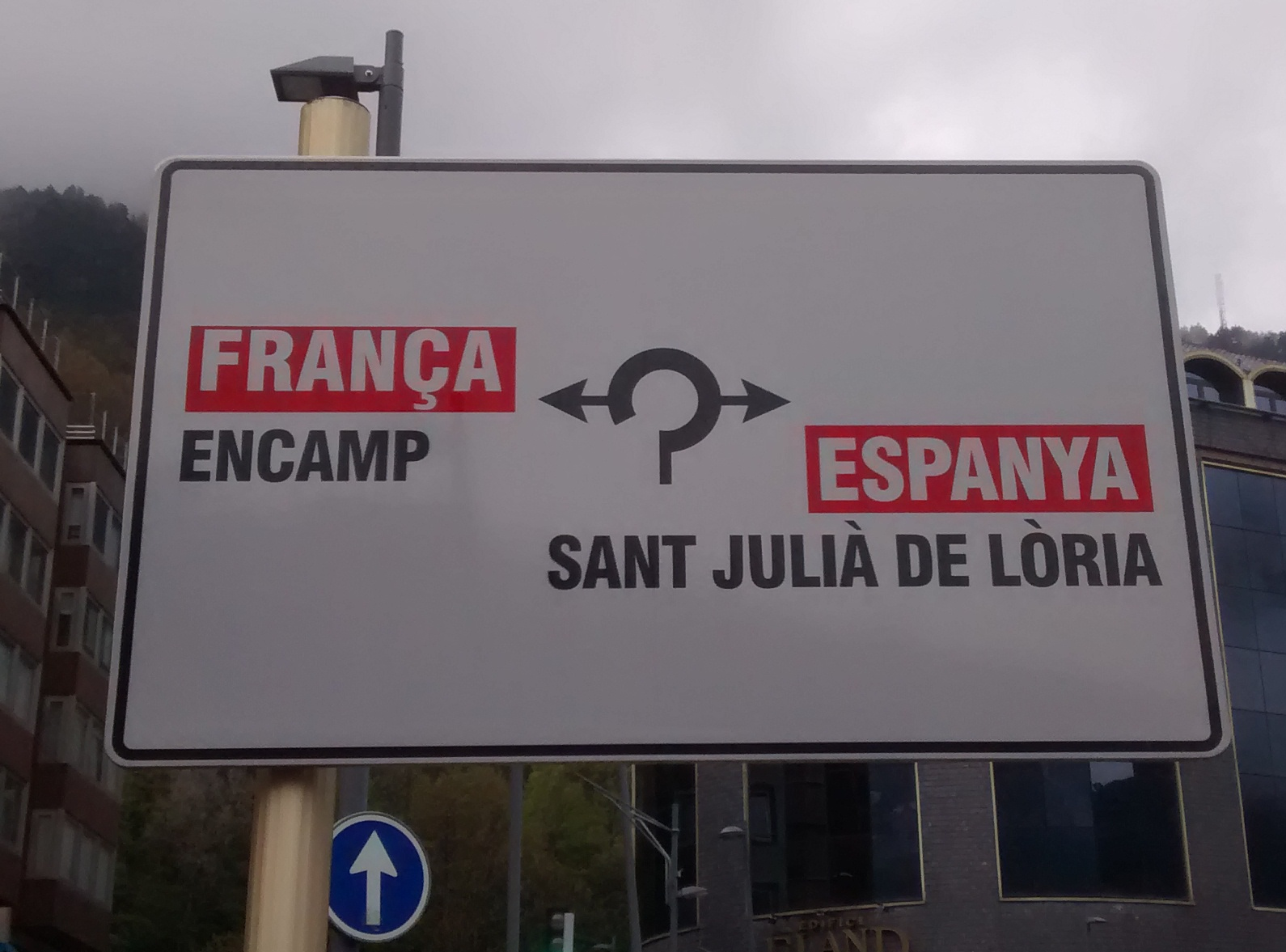
Senyal en català a Andorra

## Xarxa Principal (Carretera General)
Al Principat d'Andorra, una carretera general es defineix d'acord amb la llei del codi de trànsit establert el 10 de juny de 1999, que és "una via pública situada fora del límit d'aglomeracions" Aquest tipus de carretera és part de la xarxa bàsica de carreteres, i és administrat pel Govern d'Andorra a través de l'AMEC.
Que té una amplada mínima de 20 metres, els camins generals principals funcions de la recollida dels fluxos de trànsit i evacuar al seu destí, la connexió dels principals pols de destinació del país i carreteres principals dels països veïns. El seu ús generalment és gratuït en la majoria i estan oberts a tots els vehicles.
Història
El document més antic conegut que acredita la creació de les carreteres generals, apareix a l'ordenança II, secció I, Rutes i vies de comunicació del 4 de juliol de 1969.
El número d'ordre I, 2.II secció de 13 de juliol 1987 i el número d'ordre I de 13 de juliol 1990 especifica la designació i la classe de carreteres generals, com ara els inclosos en la Categoria A, per exemple.
Per la Llei 7/2005 de 21 de febrer de 2005 sobre el nomenament dels camins, el Consell General del Principat d'Andorra ha promulgat un text legal, per primera vegada, per regular el trànsit per carretera al Principat en una perspectiva global. Aquesta iniciativa pot reemplaçar gran part de les antigues ordenances adoptades des de finals de 1960 i principis de 1990.
La Llei 18/2016, de 30 de novembre de 2016, sobre la designació de carreteres i la gestió de la xarxa viària, permet actualitzar la xarxa bàsica classificant noves carreteres generals.
Per tant, hi han sis carreteres generals:

### CG-1
CG-1: Carretera d'uns 10 km que comunica la frontera catalana de La Farga de Moles (Alt Urgell) amb la capital del Principat, Andorra la Vella.

### CG-2
CG-2: Carretera d'uns 33 km que comunica la capital, Andorra la Vella, amb la frontera amb França (N22) i El Pas de la Casa.

Senyal de Carretera General

### CG-3
CG-3: Carretera d'uns 29 km que comunica Andorra la Vella i Escaldes-Engordany amb l'Estació d'Esquí d'Arcalís, al nord del país.

Senyal de la CG-2

### CG-4
CG-4: Carretera divida en dos trams, el primer, és el recorregut comú amb la CG-3, d'Andorra la Vella a la Massana d'uns 6 km, a continuació el segon tram d'uns 18 km de La Massana cap a Pal i el Port de Cabús i també amb la frontera catalana a l'oest.

### CG-5
CG-5 (antigament CS-410): Carretera d'uns 3 km que comunica Erts a la CG-4 amb Arinsal i la pista d'esquí.

### CG-6
CG-6 (antigament CS-110): Carretera d'uns 6 km que comunica la CG-1 a Aixovall amb la frontera catalana amb els pobles de Bixessarri i Os de Civís (Valls de Valira, Catalunya).

## Carretera Secundària
Al Principat d'Andorra, una carretera secundària es defineix d'acord amb la llei del codi de trànsit establert el 10 de juny de 1999, com "una via pública situada fora del límit d'aglomeracions", a càrrec dels Comuns. Aquest tipus de carretera és part de la xarxa bàsica de carreteres.
Amb un ample mínim de 10 metres, les carreteres secundàries tenen les funcions principals de connectar els llocs de destinació del país a les carreteres generals. El seu ús és totalment gratuït i estan oberts a tots els vehicles.
Història
El document més antic conegut que acredita la creació de carreteres secundàries, apareix a l'ordre número II, secció I, Rutes i formes de comunicació del 4 de juliol de 1969.
El nombre de la recepta I 2.II secció de 13 de juliol 1987 i el nombre de la recepta I de 13 de juliol 1990 especificar el nom i la classe de carreteres secundàries.
Les disposicions finals de la Llei 7/2005 faculten al Govern per modificar mitjançant decret la designació de carreteres per actualitzar les carreteres generals. De fet, és a través del decret modificativo de 2007 que el Consell General aprova la modificació de la designació de carreteres secundàries.
La llei 18/2016, de 30 de novembre de 2016, relativa a la designació de carreteres i la gestió de la xarxa viària, permet actualitzar la xarxa bàsica.
Numeració
Les carreteres secundàries estan dividides sistemàticament per nombres de tres dígits. Aquests eixos s'indexen a la carretera general des d'on es desconnecta la carretera secundària.
Estan dividides de la següent manera:
- De 100 a 144: carreteres derivades de la CG-1

- De 200 a 280: carreteres derivades de la CG-2

- De 300 a 380: carreteres derivades de la CG-3

- De 400 a 430: carreteres derivades de la CG-4

- De 500 a 530: carreteres derivades de la CG-5

- De 600 a 610: carreteres derivades de la CG-6

### CS lligades a la CG-1

#### CS-100 (CG-1)
CS-100: Antiga carretera d'aproximadament d'uns 5 km dels barris sud d'Andorra la Vella. Aquesta via és paral·lela a la CG-1 i actualment és un carrer local.

Senyal de Carretera Secundària

| Tipus de Sortida | Direcció de la sortida | Carretera que hi enllaça | Qm  |
| ---------------- | ---------------------- | ------------------------ | --- |
| CS-100           | Santa Coloma           | CG-1                     | 0   |
|                  | Andorra la Vella       |                          | 2   |
|                  | La Comella             | CS-101                   | 2,5 |
|                  | Estany d'Engolasters   | CS-200                   | 4,5 |

#### CS-101
CS-101: Carretera d'uns 7 km que comunica les altures de la capital, entre la CS-100 (Camí Vell d'Andorra) i la CS-200 (pel canvi de parroquia) amb l'Estany d'Engolasters.
| Tipus de Sortida | Direcció de la sortida        | Carretera que hi enllaça | Qm  |
| ---------------- | ----------------------------- | ------------------------ | --- |
| CS-101           | Andorra la Vella              | CG-1 CS-100              | 0   |
| Sortida          | Centre Penitenciari d'Andorra |                          | 1,5 |
|                  | Forn Incinerador d'Andorra    | CS-102                   | 2,5 |
|                  | La Comella                    |                          | 3,5 |
|                  |                               |                          | 4   |
|                  | Estany d'Engolasters          | CS-200                   | 7   |

#### CS-102
CS-102: Connecta la CS-101 al Forn Incinerador d'Andorra, la seua distància és de 0,5 quilòmetres, per aquest fet, és la carretera més curta de tota la xarxa viària del principat.
| Tipus de Sortida | Direcció de la sortida | Carretera que hi enllaça | Qm  |
| ---------------- | ---------------------- | ------------------------ | --- |
| CS-102           |                        | CS-101                   | 0   |
|                  | Forn Incinerador       |                          | 0,5 |

#### CS-110
La carretera CS-110 ha esdevingut la CG-6.

#### CS-111
La carretera CS-111 ha esdevingut la CS-600.

#### CS-112
La carretera CS-112 ha esdevingut la CS-610.

#### CS-120
CS-120: Carretera que connecta l'est de Sant Julià de Lòria fins a Certers, té aproximadament uns 5 km.
| Tipus de Sortida | Direcció de la sortida | Carretera que hi enllaça | Qm |
| ---------------- | ---------------------- | ------------------------ | -- |
| CS-120           | Sant Julià de Lòria    | CG-1                     | 0  |
|                  | Nagol                  |                          | 2  |
|                  | Llumeneres             |                          | 4  |
|                  | Certers                |                          | 5  |

#### CS-130
CS-130: Carretera que comunica Sant Julià de Lòria a la CG-1, amb La Rabassa. Té un total de 17,4 quilòmetres.
| Tipus de Sortida | Direcció de la sortida | Carretera que hi enllaça | Qm  |
| ---------------- | ---------------------- | ------------------------ | --- |
| CS-130           | Sant Julià de Lòria    | CG-1                     | 0   |
|                  | Auvinyà                |                          | 2,5 |
|                  | Juberri                |                          | 4,5 |
|                  |                        |                          | 5   |
|                  |                        |                          | 8   |
|                  |                        |                          | 10  |
|                  |                        | CS-131                   | 13  |
|                  | La Rabassa             |                          | 17  |

#### CS-131
CS-131: Connecta Sant Julià de Lòria, a l'encreuament amb la CS-130 (13è km) amb La Peguera. La carretera té un total de 12,9 quilòmetres.
| Tipus de Sortida | Direcció de la sortida | Carretera que hi enllaça | Qm   |
| ---------------- | ---------------------- | ------------------------ | ---- |
| CS-131           | Sant Julià de Lòria    | CS-130                   | 0    |
|                  | Aixirivall             |                          | 2    |
|                  | La Peguera             | CS-130                   | 12,9 |

#### CS-140
CS-140: Carretera que connecta des del sud-oest de Sant Julià de Lòria fins a la Fontaneda, d'aproximadament 6 km.
| Tipus de Sortida | Direcció de la sortida        | Carretera que hi enllaça | Qm  |
| ---------------- | ----------------------------- | ------------------------ | --- |
| CS-140           | Sant Julià de Lòria           | CG-1                     | 0   |
|                  | Sant Mateu del Pui Aparcament |                          | 2   |
|                  | La Moixella                   | CS-141                   | 4,5 |
|                  | Fontaneda                     | CS-111                   | 6   |

#### CS-141
CS-141: Carretera que enllaça la CS-140 amb La Moixella, en total són 1,5 quilòmetres.
| Tipus de Sortida | Direcció de la sortida | Carretera que hi enllaça | Qm  |
| ---------------- | ---------------------- | ------------------------ | --- |
| CS-141           |                        | CS-140                   | 0   |
|                  | La Moixella            |                          | 1,5 |

#### CS-142
CS-142: Carretera que enllaça l'encreuament amb la CS-600 i la CS-144, procedent de la Mare de Déu de Canòlich i Civís respectivament amb Fontaneda. Té 10,4 quilòmetres.
| Punts  | Destinacions                                   | Bifurcació |
| ------ | ---------------------------------------------- | ---------- |
| CS-142 | Mare de Déu de Canòlic                         | CS-600     |
|        | Civís (Catalunya), frontera Coll de la Gallina | CS-144     |
|        | Collada de la Gallina                          |            |
|        | Mas d'Alins                                    | CS-143     |
|        | Fontaneda                                      | CS-140     |

#### CS-143
CS-143: Carretera que enllaça la CS-143 amb el Mas d'Alins. Té 2,6 quilòmetres.
| Tipus de Sortida | Direcció de la sortida | Carretera que hi enllaça | Qm  |
| ---------------- | ---------------------- | ------------------------ | --- |
| CS-143           |                        | CS-111                   | 0   |
|                  | Mas d'Alins            |                          | 2,6 |

#### CS-144
CS-144: Carretera que enllaça la CS-142 amb la frontera Catalana direcció el poble de Civís. Té 0,1 quilòmetres fins a arribar a la frontera, després s'anomena Carretera de Civís (tot i no estar classificada).
| Tipus de Sortida | Direcció de la sortida             | Carretera que hi enllaça | Qm  |
| ---------------- | ---------------------------------- | ------------------------ | --- |
| CS-144           |                                    | CS-142                   | 0   |
| Sortida          | Frontera entre Catalunya i Andorra |                          | 0,1 |
|                  | Civís (Catalunya)                  | Carretera de Civís       | -   |

### CS lligades a la CG-2

#### CS-200
CS-200: Carretera d'uns 6,5 km que comunica Andorra la Vella fins a l'Estany d'Engolasters i Engolasters més tard, a continuació al límit entre Escaldes i Encamp la carretera és converteix en el Camí de les Pardines i perd la denominació de Carretera Secundària.
| Tipus de Sortida | Direcció de la sortida    | Carretera que hi enllaça | Qm  |
| ---------------- | ------------------------- | ------------------------ | --- |
| CS-200           | Escaldes-Engordany        | CG-2                     | 0   |
|                  | La Comella                | CS-101                   | 1,5 |
|                  |                           |                          | 5   |
|                  | Estany d'Engolasters      |                          | 6,5 |
|                  | Engolasters               |                          | -   |
|                  | Hotel Camp del Serrat     | CS-200                   | -   |
|                  | Carretera de les Pardines | Camí                     | -   |

#### CS-210
CS-210: Carretera que enllaça la Collada de Beixalís a la CS-310 amb Encamp. Té 7,2 quilòmetres.
Observació: En raó del canvi de parròquia, de la Parròquia d'Encamp a la de la Massana, aquest eix se perllonge però esdevé la CS-310 en direcció cap a Anyós.
| Tipus de Sortida | Direcció de la sortida | Carretera que hi enllaça | Qm |
| ---------------- | ---------------------- | ------------------------ | -- |
| CS-210           | Collada de Beixalís    | CS-310                   | 0  |
|                  | Vila                   |                          | 5  |
|                  | Encamp                 | CG-2                     | 7  |

#### CS-220
CS-220: Carretera que comunica Encamp amb Els Cortals d'Encamp.
| Tipus de Sortida | Direcció de la sortida | Carretera que hi enllaça | Qm  |
| ---------------- | ---------------------- | ------------------------ | --- |
| CS-220           | Encamp                 | CG-2                     | 0   |
|                  |                        | CS-221                   | 2,5 |
|                  | Els Cortals d'Encamp   |                          | 6,5 |

#### CS-221
CS-221: Carretera de 3,3 quilòmetres que comunica Les Pardines a la CS-220 fins a l'Estany d'Engolasters.
| Tipus de Sortida | Direcció de la sortida | Carretera que hi enllaça | Qm  |
| ---------------- | ---------------------- | ------------------------ | --- |
| CS-221           |                        | CS-220                   | 0   |
|                  | Estany d'Engolasters   |                          | 3,3 |

#### CS-230
CS-230: Carretera d'un quilòmetre que comunica la CG-2 amb el Santuari de Meritxell.
| Tipus de Sortida | Direcció de la sortida | Carretera que hi enllaça | Qm |
| ---------------- | ---------------------- | ------------------------ | -- |
| CS-230           | Sortida                | CG-2                     | 0  |
|                  | Santuari de Meritxell  |                          | 1  |

#### CS-240

Rètol de la CS-240

CS-240: Via d'aproximadament 9 km de Canillo cap a l'oest i el Coll d'Ordino (descens cap a Ordino per la CS-340).
Observació: En raó del canvi de parròquia, aquest eix se perllonge però esdevé la CS-340 en direcció de Ordino.
| Tipus de Sortida | Direcció de la sortida | Carretera que hi enllaça | Qm  |
| ---------------- | ---------------------- | ------------------------ | --- |
| CS-240           | Canillo                | CG-2                     | 0   |
|                  | Coll d'Ordino          | CS-340                   | 8,5 |

#### CS-250
CS-250: Carretera d'un quilòmetre que comunica Canillo a la CG-2 amb Prats.
| Tipus de Sortida | Direcció de la sortida | Carretera que hi enllaça | Qm  |
| ---------------- | ---------------------- | ------------------------ | --- |
| CS-250           | Canillo                | CG-2                     | 0   |
|                  |                        | CS-251                   | 0,5 |
|                  | Prats                  |                          | 1   |

#### CS-251
CS-251: Via d'aproximadament 2,5 km de Canillo cap a l'est i El Forn.
| Tipus de Sortida | Direcció de la sortida | Carretera que hi enllaça | Qm |
| ---------------- | ---------------------- | ------------------------ | -- |
| CS-251           |                        | CS-250                   | 0  |
|                  | El Forn                |                          | 3  |

#### CS-255
CS-255: Carretera de menys d'1 quilòmetre que comunica la CG-2 amb l'Aldosa de Canillo.
| Tipus de Sortida | Direcció de la sortida              | Carretera que hi enllaça | Qm |
| ---------------- | ----------------------------------- | ------------------------ | -- |
| CS-255           | Sortida                             | CG-2                     | 0  |
|                  | Església de Sant Antoni de l'Aldosa | Carretera de l'Aldosa    | -  |
|                  | Aldosa de Canillo                   |                          | -  |

#### CS-260
CS-260: Via d'aproximadament 4 km de Ransol cap al nord i la Coma de Ransol.
| Tipus de Sortida | Direcció de la sortida | Carretera que hi enllaça | Qm  |
| ---------------- | ---------------------- | ------------------------ | --- |
| CS-260           | Ransol                 | CG-2                     | 0   |
|                  | Els Plànols            | CS-261                   | 0,5 |
|                  |                        | CS-262                   | 2   |
|                  | Vall de Ransol         |                          | 4   |

#### CS-261
CS-261: Connecta la CS-260 amb Els Plànols.
| Tipus de Sortida | Direcció de la sortida | Carretera que hi enllaça | Qm |
| ---------------- | ---------------------- | ------------------------ | -- |
| CS-261           | Ransol                 | CS-260                   | 0  |
|                  | Els Plànols            |                          | 1  |

#### CS-262
CS-262: Via d'aproximadament 2 km de la CS-260 cap a les altures de El Tarter.
| Tipus de Sortida | Direcció de la sortida | Carretera que hi enllaça | Qm |
| ---------------- | ---------------------- | ------------------------ | -- |
| CS-262           |                        | CS-260                   | 0  |
|                  |                        |                          | 2  |

#### CS-270
CS-270: Via de 4 km de carretera per comunicar des del Vall d'Incles fins al Peu del Juclar.
| Tipus de Sortida | Direcció de la sortida | Carretera que hi enllaça | Qm |
| ---------------- | ---------------------- | ------------------------ | -- |
| CS-270           | Incles                 | CG-2                     | 0  |
|                  | Vall de Incles         |                          | 4  |

#### CS-280
CS-280: Via d'1,8 km per comunicar la parada de Grau Roig.
| Tipus de Sortida | Direcció de la sortida | Carretera que hi enllaça | Qm  |
| ---------------- | ---------------------- | ------------------------ | --- |
| CS-280           |                        | CG-2                     | 0   |
|                  | Grau Roig              |                          | 1,5 |

### CS lligades a la CG-3

#### CS-300
CS-300: Carretera amb una llargada d'1,8 quilòmetres que connecta la CG-3 amb Els Vilars d'Engordany. També és anomenada Carretera dels Vilars.
| Sortida | Direcció de la sortida | Carretera que hi enllaça | Qm  |
| ------- | ---------------------- | ------------------------ | --- |
| CS-300  | Bifurcació             | CG-3                     | 0   |
|         | Els Vilars d'Engordany | Camí del Coll del Jou    | 1,8 |

#### CS-310
CS-310: Via de 9 km d'Anyós cap a l'est fins a la Collada de Beixalís.
Observació: En raó del canvi de parròquia, aquest eix se perllonge però esdevé la CS-210 en direcció cap a Encamp.
| Tipus de Sortida | Direcció de la sortida | Carretera que hi enllaça | Qm  |
| ---------------- | ---------------------- | ------------------------ | --- |
| CS-310           | (prop de Sispony)      | CG-3                     | 0   |
|                  | Anyós                  |                          | 1   |
|                  | L'Aldosa               |                          | 1,5 |
|                  | Collada de Beixalís    | CS-210                   | 9   |

#### CS-320
CS-320: Situada aproximadament a 5 km a l'oest de Sispony.
| Tipus de Sortida | Direcció de la sortida   | Carretera que hi enllaça | Qm  |
| ---------------- | ------------------------ | ------------------------ | --- |
| CS-320           | Bifurcació a la via CG-3 | CG-3                     | 0   |
|                  | Sispony                  | Carrer                   | 1   |
|                  | Cortals de Sispony       |                          | 5,2 |

CS-321
CS-321: Carretera que connecta La Massana amb Sispony i Els Plans.
| Punts  | Destinacions                     | Bifurcació |
| ------ | -------------------------------- | ---------- |
| CS-321 | La Massana                       |            |
|        | Església de Sant Joan de Sispony |            |
|        | Sispony                          | CS-320     |
|        | Els Plans                        | CS-330     |

CS-330
CS-330: Carretera que connecta La Massana a la CG-4 amb Escàs. També és anomenada Carretera d'Escàs.
| Tipus de Sortida | Direcció de la sortida | Carretera que hi enllaça | Qm  |
| ---------------- | ---------------------- | ------------------------ | --- |
| CS-330           | La Massana             | CG-4                     | 0   |
|                  | Els Plans              | CS-321                   | 1   |
|                  | Escàs                  |                          | 1,6 |

CS-335
CS-335: Carretera que connecta Anyós a la CS-310 amb Ordino a la CG-3.
| Tipus de Sortida | Direcció de la sortida | Carretera que hi enllaça |
| ---------------- | ---------------------- | ------------------------ |
| CS-335           | Anyós                  | CS-310                   |
|                  | El Bosquet             | Camí                     |
|                  | El Cortalet            | Camí                     |
|                  | L'Aldosa de la Masana  |                          |
|                  | Ordino                 | CG-3                     |

#### CS-340
CS-340: Carretera de 8,9 quilòmetres que connecta la CG-3 a Ordino amb el Coll d'Ordino, al límit parroquial d'Ordino amb Canillo esdeve la CS-240 (En raó del canvi de parròquia).
| Tipus de Sortida                     | Direcció de la sortida             | Carretera que hi enllaça | Qm  |
| ------------------------------------ | ---------------------------------- | ------------------------ | --- |
| CS-340                               | Ordino                             | CG-3                     | 0   |
| Fitxer:Spain traffic signal s114.svg | Coll d'Ordino                      |                          | 8,5 |
|                                      | Límit parroquial de Ordino-Canillo | CS-240                   | 8,9 |

#### CS-345
CS-345: Carretera que connecta la CG-3 a Ordino amb Segudet.
| Tipus de Sortida | Direcció de la sortida | Carretera que hi enllaça    | Qm  |
| ---------------- | ---------------------- | --------------------------- | --- |
| CS-345           | Ordino                 | CG-3                        | 0   |
|                  | Segudet                | Carrer de la Creu del Noral | 0,4 |

#### CS-350
CS-350: Carretera que connecta la CG-3 amb Sornàs.
| Tipus de Sortida | Direcció de la sortida | Carretera que hi enllaça | Qm  |
| ---------------- | ---------------------- | ------------------------ | --- |
| CS-350           | Sortida                | CG-3                     | 0   |
|                  | Sornàs                 | Carrer de Sant Roc       | 0,2 |

#### CS-360
CS-360: Carretera que connecta la CG-3 amb Arans.
| Tipus de Sortida | Direcció de la sortida | Carretera que hi enllaça | Qm  |
| ---------------- | ---------------------- | ------------------------ | --- |
| CS-360           | Bifurcació             | CG-3                     | 0   |
|                  | Arans                  | Carrer de les Ribes      | 0,5 |

#### CS-370
CS-370: Carretera que connecta la CG-3 a l'alçada de El Serrat fins a la Vall de Sorteny., té aproximadament uns 3,2 quilòmetres.
| Tipus de Sortida | Direcció de la sortida   | Carretera que hi enllaça | Qm  |
| ---------------- | ------------------------ | ------------------------ | --- |
| CS-370           | Bifurcació               | CG-3                     | 0   |
|                  | El Serrat                |                          | -   |
|                  | Sorteny, Vall de Sorteny | Camí de Sorteny          | 3,2 |

CS-380
La carretera CS-380 ha esdevingut la carretera CG-5.

### CS lligades a la CG-4

#### CS-400
CS-400: Carretera que enllaça La Massana a la CG-4 amb El Pui. Només té 0,3 quilòmetres.
| Tipus de Sortida | Direcció de la sortida         | Carretera que hi enllaça | Qm  |
| ---------------- | ------------------------------ | ------------------------ | --- |
| CS-400           | La Massana                     | CG-4                     | 0   |
|                  | Església de Sant Mateu del Pui |                          | 0,3 |
|                  | El Pui                         | Carrer                   | 0,3 |

#### CS-410
La carretera CS-410 ha esdevingut les carreteres CG-5 i CS-530.

#### CS-413
La carretera CS-413 ha esdevingut la carretera CS-520.

#### CS-420

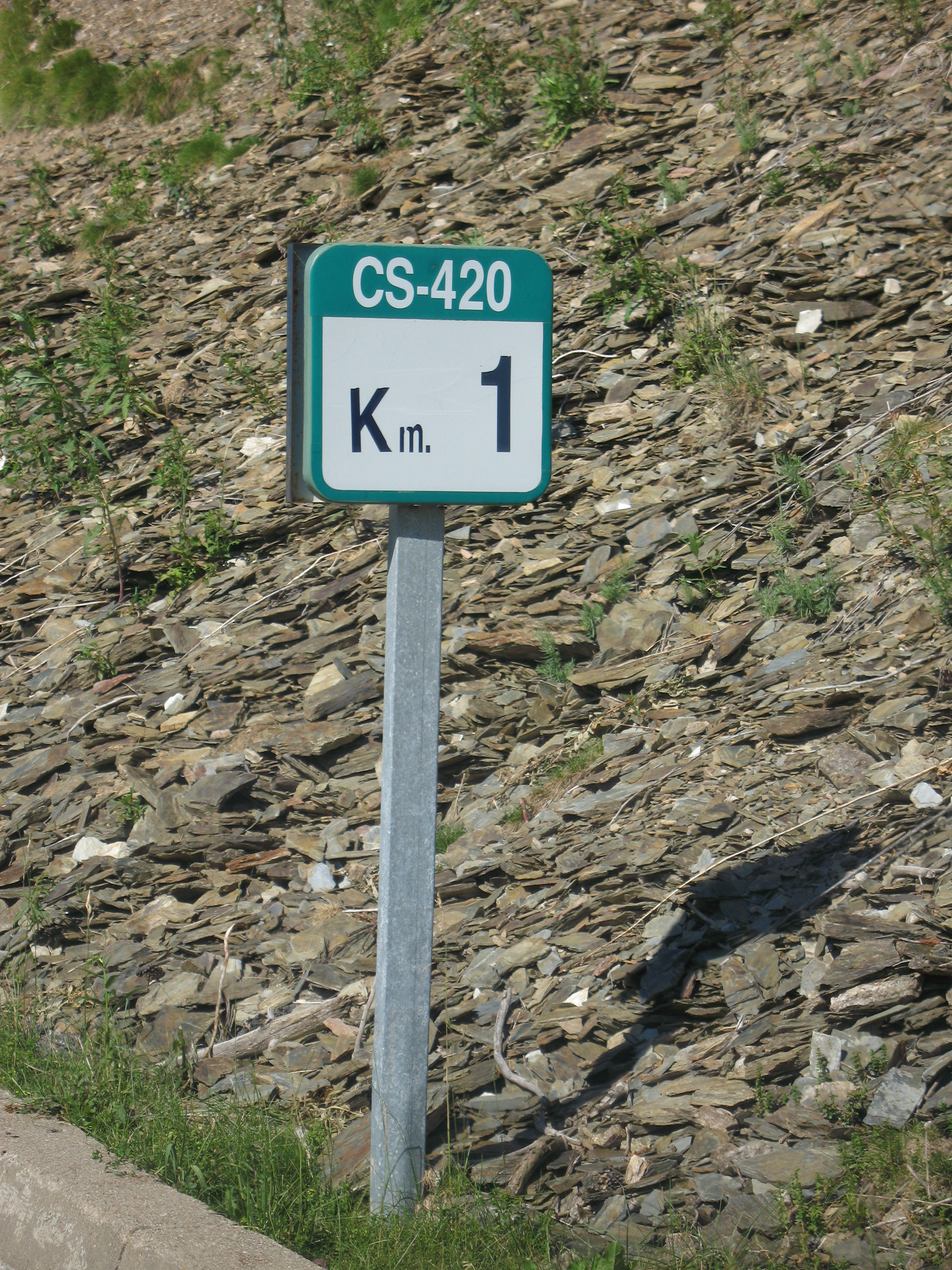
Rètol de quilometratge de la CS-420

CS-420: Via situada al sud de Pal, a 2,7 km a l'est de les pistes de la parada d'esquí.
| Punts  | Destinacions                            | Bifurcació | km  |
| ------ | --------------------------------------- | ---------- | --- |
| CS-420 | Pal                                     | CG-4       | 0   |
|        | Estació d'Esquí de Vallnord-Pal-Arinsal |            | 2,5 |
|        | Pla de la Caubella                      |            | 2,6 |

#### CS-430
CS-430: Connecta La Massana amb Collet dels Colls.
| Tipus de Sortida | Direcció de la sortida | Carretera que hi enllaça | Qm  |
| ---------------- | ---------------------- | ------------------------ | --- |
| CS-430           | La Massana             | CG-4                     | 0   |
|                  | Collet dels Colls      |                          | 1,5 |

### CS lligades a la CG-5

#### CS-500
CS-500 (Antigament CS-411): Carretera que enllaça la CG-5 amb Puiol del Piu. Només té 0,3 quilòmetres.
| Tipus de Sortida | Direcció de la sortida | Carretera que hi enllaça | Qm  |
| ---------------- | ---------------------- | ------------------------ | --- |
| CS-500           | Sortida                | CG-5                     | 0   |
|                  | Puiol del Piu          | Carrer                   | 0,3 |

#### CS-510
CS-510 (Antigament CS-412): Carretera que enllaça la CG-5 amb el Mas de la Ribafeta. Només té 1,2 quilòmetres.
| Tipus de Sortida | Direcció de la sortida    | Carretera que hi enllaça | Qm  |
| ---------------- | ------------------------- | ------------------------ | --- |
| CS-510           | Sortida                   | CG-5                     | 0   |
|                  | Mas de Ribafeta           |                          | 1,1 |
|                  | Urbanització La Llobereta | Carrer                   | 1,2 |

#### CS-520
CS-520 (Antigament CS-413): Connecta Arinsal amb el massís de Coma Pedrosa i el poble de Comallempla.
| Tipus de Sortida | Direcció de la sortida | Carretera que hi enllaça | Qm  |
| ---------------- | ---------------------- | ------------------------ | --- |
| CS-520           | Arinsal                | CG-5                     | 0   |
|                  | Comallempla            |                          | 4,5 |

#### CS-530
CS-530 (Antigament CS-410): Carretera que enllaça la CG-5 a Arinsal amb els Prats Sobirans. Només té 0,7 quilòmetres.
| Tipus de Sortida | Direcció de la sortida | Carretera que hi enllaça | Qm  |
| ---------------- | ---------------------- | ------------------------ | --- |
| CS-530           | Arinsal                | CG-5                     | 0   |
|                  | Túnel                  |                          | 0,2 |
|                  | Pont Pedregat          |                          | 0,5 |
|                  | Tunel                  |                          | 0,6 |
|                  | Prats Sobirans         |                          | 0,7 |

### CS lligades a la CG-6

#### CS-600
CS-600 (Antigament CS-111): Carretera que connecta Bixessarri a la CG-6 amb la Fontaneda a la CS-140.
| Tipus de Sortida | Direcció de la sortida | Carretera que hi enllaça | Qm |
| ---------------- | ---------------------- | ------------------------ | -- |
| CS-600           | Bixessarri             | CG-6                     | 0  |
|                  | Santuari de Canolich   |                          | 3  |
|                  | Coll de la Gallina     |                          | 8  |
|                  | Mas d'Alins            | CS-142                   | 13 |
|                  | Fontaneda              | CS-140                   | 14 |

#### CS-610
CS-610 (Antigament CS-112): Carretera que connecta Bixessarri a la CG-6 amb Aixàs.
| Tipus de sortida | Direcció de la sortida | Enllaçament      |
| ---------------- | ---------------------- | ---------------- |
| CS-610           | Bixessarri             | CG-6             |
|                  | Sant Joan d'Aixàs      |                  |
|                  | Aixàs                  | (Carrer d'Aixàs) |